# VII edició dels Premis MiM
La 7a cerimònia de lliurament dels Premis MiM Series, coneguts com a Premis MiM 2019, va tenir lloc a l'Hotel Puerta de América de Madrid el 16 de desembre de 2019. Els presentadors de la gala foren Brays Efe i Teresa Hurtado de Ory.

## Preparació

### Jurat
El jurat va estar compost pel director Iñaki Mercero, l'actriu guanyadora d'un Goya, Rosana Pastor; el productor executiu i guionista, dues vegades nominat al Goya, José Angel Esteban, la traductora audiovisual Paula Mariani i l'experta en product placement audiovisual, Esther Segura; qui van ser els encarregats de decidir el palmarès.

## Nominats i guanyadors
Els nominats finalistes es van donar a conèixer el 25 de novembre del 2019.

### Categories generals
| Premi DAMA a la millor sèrie dramàtica | Premi DAMA a la millor sèrie de comèdia |
| --- | --- |
| - El embarcadero ‡ - Hierro - Élite - Gigantes - Malaka | - Arde Madrid - Pequeñas coincidencias - El pueblo - Vota Juan - Señoras del (h)AMPA |
| Premi DAMA a la millor minisèrie o tv-movie | Premi DAMA a la millor sèrie diària |
| - Criminal ‡ - En el corredor de la muerte - Los nuestros - La sala | - Acacias 38 ‡ - Amar es para siempre - El secreto de Puente Viejo - Servir y proteger |
| Premi MIM a la millor interpretació femenina de drama | Premi MIM a la millor interpretació masculina de drama |
| - Candela Peña per Hierro ‡ - Alba Flores per La casa de papel - Irene Arcos per El embarcadero - Emma Suárez per Criminal - Megan Montaner per La caza: Monteperdido                                                           | - Salva Reina per Malaka ‡ - Isak Férriz per Gigantes - Álvaro Morte per El embarcadero - Miguel Ángel Silvestre per En el corredor de la muerte - Alain Hernández per La caza: Monteperdido |
| Premi MIM a la millor interpretació femenina de comèdia | Premi MIM a la millor interpretació masculina de comèdia |
| - Toni Acosta per Señoras del (h)AMPA ≠ - Anna Castillo per Arde Madrid - Yolanda Ramos per Paquita Salas - Ingrid Rubio per El pueblo - Carmen Ruiz per Matadero                                                               | - Javier Cámara per Vota Juan ‡ - Carlos Areces per El pueblo - Paco León per Arde Madrid - Julián López González per Justo antes de Cristo - Pepe Viyuela per Matadero |
| Premi MIM a la millor direcció | Premi MIM al millor guió |
| - Enrique Urbizu i Jorge Dorado per Gigantes ‡ - Paco León per Arde Madrid - Jorge Coira per Hierro - Jesús Colmenar, Koldo Serra i Alex Rodrigo per La casa de papel - Dani de la Orden, Silvia Quer i Ramón Salazar per Élite | - Ramón Campos, Gema R. Neira, Diego Sotelo i Nacho Carretero per En el corredor de la muerte ‡ - Paco León, Anna R. Costa i Fernando Pérez per Arde Madrid - Miguel Barros, Michel Gaztambide per Gigantes - Jordi Calafí, Santiago Díaz, Luis Miguel Pérez i Isabel Sánchez per Malaka - Pepe Coira, Fran Araújo, Araceli Gonda, Coral Cruz, Carlos Portela per Hierro |

### Categories Específiques
- PREMI ESPECIAL a la Contribució Artística en la Ficció Televisiva: Antonio Resines
- PREMI NOU TALENT: Miguel Bernardeau

## Múltiples nominacions i premis

### Drama
| Sèrie                       | Nominacions |
| --------------------------- | ----------- |
| Hierro                      | 4           |
| Gigantes                    | 4           |
| Malaka                      | 3           |
| El embarcadero              | 3           |
| En el corredor de la muerte | 3           |
| La casa de papel            | 2           |
| Élite                       | 2           |
| Criminal                    | 2           |
| La caza: Monteperdido       | 2           |

### Comèdia
| Sèrie               | Nominacions |
| ------------------- | ----------- |
| Arde Madrid         | 5           |
| Vota Juan           | 2           |
| Señoras del (h)AMPA | 2           |
| Matadero            | 2           |
| El pueblo           | 2           |